# INP (기업)
INP는 대한민국 경기도 부천에 본사를 둔 화학 회사이다.
에디슨젓가락과 앤트웍스의 화학 브랜드 제품이 있다.